# Cormura brevirostris
El murciélago chato (Cormura brevirostris), también denominado murciélago de sacos pardo o murciélago saquero cachetón, es un quiróptero de la familia de los Embalonúridos. Es la única especie del género Cormura

## Distribución
Vive en los bosques húmedos de las tierras bajas, hasta los 1.000 [m] de altitud, en Bolivia, Perú Brasil, Guayana Francesa, Surinam, Guyana,, Venezuela, Colombia, Ecuador, Panamá, Costa Rica y Nicaragua.

## Descripción
Dorso color castaño intenso a negruzco; ventral relativamente pálido. Pelaje brillante y espeso. Piel de la cara y orejas negruzca; trago ancho, nariz corta con pelo casi hasta la punta. Sus membranas son negras; las alas están unidas a las patas en la base de los dedos. Sacos aéreos grandes. La longitud del cuerpo con la cabeza alcanza entre 4 y 5,8 cm, la de la cola de 1 a 1,6 cm, el pie entre 0,5 y 0,8 cm, la longitud de la oreja de 1,3 a 1,6 cm y la del antebrazo entre 4,5 y 5 cm. Pesa entre 7 y 11 g.

## Hábitat
Está asociado con las corrientes de agua y zonas húmedas, preferentemente en los bosques tropicales de hoja perenne. Vive dentro del bosque y el busca alimento en pequeños espacios abiertos, principalmente en vuelos largos y lentos, de unos 20 m de longitud, entre el dosel del bosque y del sotobosque o con frecuencia, en el borde del bosque. Se activa inmediatamente después del atardecer y se alimenta de pequeños insectos.